# Кубок НДР з футболу 1990—1991
Кубок НДР з футболу 1990—1991 — 40-й розіграш кубкового футбольного турніру в НДР, (останній до возз'єднання Німеччини) на території Німецької Демократичної Республіки після закінчення Другої світової війни. У кубку взяли участь 61 команда. Переможцем кубка Німеччини вперше стала Ганза.

## Перший раунд
| Команда 1                    | Рахунок      | Команда 2                     |
| ---------------------------- | ------------ | ----------------------------- |
| 24 серпня 1990               |              |                               |
| Грайфсвальдер-2              | 1:3          | Уніон (Берлін)                |
| Блау-Гелб (Берлін)           | 0:3          | Форвертс (Франкфурт-на-Одері) |
| 25 серпня 1990               |              |                               |
| Гідравлік Норд (Пархім)      | 0:2          | Грайфсвальдер                 |
| Мотор (Людвігсфельде)        | 1:5          | Ангольт (Дессау)              |
| Кічер                        | 0:11         | Вісмут Ауе                    |
| Айслебен                     | 0:5          | Рот-Вайс (Пренцлау)           |
| Файльсдорф                   | 0:6          | Мотор (Веймар)                |
| Шенебекер                    | 0:2          | Пошт (Нойбранденбург)         |
| Фельтен                      | 0:1          | Маркклеберг                   |
| Вернігеродер                 | 2:2 пен. 4:1 | Германія (Ільменау)           |
| Оптик (Ратенов)              | 6:3 дч       | ПСВ (Шверін)                  |
| Буна (Шкопау)                | 2:1          | Бергманн-Борсіг               |
| Шталь (Тале)                 | 6:0          | Шталь (Геннігсдорф)           |
| Хемі (Губен)                 | 3:1          | Майсен                        |
| Фортшрітт (Бішофсверда)      | 3:1          | Вісмут (Гера)                 |
| Ваккер-90 (Нордгаузен)       | 1:5          | Гоєрсвердаер                  |
| Глюкауф (Бріске-Зенфтенберг) | 1:6          | Цвікау                        |
| Вікторія (Темплін)           | 1:5          | Ганза                         |
| Уніон (Мюльгаузен)           | 0:9          | Динамо (Дрезден)              |
| Хемі (Вольфен)               | 0:1          | Рот-Вайс (Ерфурт)             |
| Цойленрода                   | 0:2          | Заксен                        |
| Мотор (Герліц)               | 1:6          | Енергі (Котбус)               |
| Шталь (Різа)                 | 2:6          | Шталь (Айзенгюттенштадт)      |
| Зомтрон (Земмерда)           | 0:5          | Хемі (Галлешер)               |
| Мотор (Еберсвальде)          | 2:6          | Шталь (Бранденбург)           |
| ТСВ 1860 Штральзунд          | 0:1          | Магдебург                     |
| Зулер 06                     | 0:3          | Хемніцер                      |
| Шиффарт/Гафен (Росток)       | 0:3          | Берлін                        |
| Хемніцер 51                  | 0:2          | Локомотив (Лейпциг)           |

## 1/16 фіналу
| Команда 1                     | Рахунок | Команда 2               |
| ----------------------------- | ------- | ----------------------- |
| 21 вересня 1990               |         |                         |
| Локомотив (Лейпциг)           | 1:0     | Гоєрсвердаер            |
| 22 вересня 1990               |         |                         |
| Вернігеродер                  | 2:1     | Вісмут Ауе              |
| Буна (Шкопау)                 | 2:1 дч  | Рот-Вайс (Пренцлау)     |
| Оптик (Ратенов)               | 0:1     | Ангольт (Дессау)        |
| Шталь (Тале)                  | 1:0     | Пошт (Нойбранденбург)   |
| Вісмут Ауе-2                  | 0:4     | Магдебург               |
| Карл Цейс                     | 2:1     | Фортшрітт (Бішофсверда) |
| Форвертс (Франкфурт-на-Одері) | 4:3 дч  | Мотор (Веймар)          |
| Шталь (Айзенгюттенштадт)      | 1:0     | Хемі (Губен)            |
| Шталь (Бранденбург)           | 8:0     | Ротатіон (Берлін)       |
| Цвікау                        | 1:2 дч  | Динамо (Дрезден)        |
| Ганза                         | 2:0     | Хемі (Галлешер)         |
| Заксен                        | 0:2     | Рот-Вайс (Ерфурт)       |
| Енергі (Котбус)               | 0:2     | Хемніцер                |
| 23 вересня 1990               |         |                         |
| Маркклеберг                   | 4:2 дч  | Грайфсвальдер           |
| Уніон (Берлін)                | 2:1 дч  | Берлін                  |

## 1/8 фіналу
| Команда 1                     | Рахунок | Команда 2           |
| ----------------------------- | ------- | ------------------- |
| 19 жовтня 1990                |         |                     |
| Форвертс (Франкфурт-на-Одері) | 1:3     | Локомотив (Лейпциг) |
| 20 жовтня 1990                |         |                     |
| Вернігеродер                  | 1:3     | Хемніцер            |
| Буна (Шкопау)                 | 0:4     | Уніон (Берлін)      |
| Рот-Вайс (Ерфурт)             | 5:2     | Ангольт (Дессау)    |
| Шталь (Бранденбург)           | 3:0     | Маркклеберг         |
| Ганза                         | 2:0     | Шталь (Тале)        |
| Динамо (Дрезден)              | 1:2     | Карл Цейс           |
| Шталь (Айзенгюттенштадт)      | 4:0     | Магдебург           |

## 1/4 фіналу
| Команда 1                | Рахунок | Команда 2           |
| ------------------------ | ------- | ------------------- |
| 16 листопада 1990        |         |                     |
| Ганза                    | 1:0     | Рот-Вайс (Ерфурт)   |
| 17 листопада 1990        |         |                     |
| Шталь (Айзенгюттенштадт) | 1:0     | Карл Цейс           |
| Локомотив (Лейпциг)      | 2:0     | Шталь (Бранденбург) |
| 18 листопада 1990        |         |                     |
| Уніон (Берлін)           | 1:0     | Хемніцер            |

## 1/2 фіналу
| Команда 1                | Рахунок      | Команда 2      |
| ------------------------ | ------------ | -------------- |
| 2 квітня 1991            |              |                |
| Локомотив (Лейпциг)      | 1:1 пен. 3:4 | Ганза          |
| 3 квітня 1991            |              |                |
| Шталь (Айзенгюттенштадт) | 2:0          | Уніон (Берлін) |

## Фінал
| 2 червня 1991 |

| Ганза    | 1:0      | Шталь (Айзенгюттенштадт) |
| -------- | -------- | ------------------------ |
| Валь 43' | Протокол |                          |

| Фрідріх-Людвіг-Ян-Шпортпарк, Східний Берлін Глядачів: 4 800 Арбітр: Клаус Шойрель |